# ケア・ベア・ファミリー
ケア・ベア・ファミリー（The Care Bear Family）は、1986年9月13日から12月25日まで放送されたテレビアニメ。日本では1995年7月26日から8月25日までNHK BS2で日本語字幕版が放送された。字幕翻訳は上妻布由子が担当した。

## キャラクター
テンダーハート・ベア
声 - ジム・ヘンショー
グランピー・ベア
声 - ボブ・ダーマー
ブレイブハート・ライオン
声 - ダン・ヘネシー
ノー・ハート
声 - クリス・ウィギンズ
ビーストリー
声 - ジョン・ストッカー
フレンド・ベア
声 - エヴァ・アルモス
シェア・ベア
声 - パトリス・ブラック
チア・ベア
声 - メレニー・ブラウン
ベイビー・タグベア
声 - メレニー・ブラウン
バースデー・ベア
声 - ジェーン・イーストウッド
チャンプ・ベア
声 - アニ・エヴァンス
スウィフトハート・ラビット
声 - パウリナ・ギリス
ウィッシュ・ベア
声 - ジャネット・レイン・グリーン
ファンシャイン・ベア
声 - ノニー・グリフィン
ベイビー・ハグス・ベア
声 - テリ・ホークス
プラウドハート・キャット
声 - エレン・レイ・ヘネシー
ベッドタイム・ベア
声 - エレン・レイ・ヘネシー
ノーブル・ハート・ホース
声 - エリック・ピーターソン
トゥルーハート・ベア
声 - キャロリン・スコット

## エピソード
※邦題・放送日はNHKBS2放送時のものを表記。内容的にシーズン2を放送したとみられる。
1. いじわるシュリーキー（1995年7月26日）
2. ブライトのついてない日 / まほうのランプ（1995年7月27日）
3. 黄金の谷 / はげましのプレゼント（1995年7月28日）
4. 2人のおひめさま / 雲マシン（1995年7月28日）
5. グランピーのかつやく / がんばれブレイブ（1995年7月29日）
6. あくまのアワ / 友だちの作りかた（1995年7月29日）
7. 楽しいパレード（1995年8月1日）
8. レベッカのゆめ（1995年8月1日）
9. スキーはきらい（1995年8月2日）
10. ケムリ工場（1995年8月2日）
11. まほうの木 / ロッツァのおねがい（1995年8月3日）
12. メガネのカウボーイ（1995年8月3日）
13. まほうのゆびわ（1995年8月4日）
14. とりかえっこ / ジャングルの友だち（1995年8月4日）
15. トリートのゆめ / なぞのカーニバル（1995年8月8日）
16. 海ぞくのたからもの / なつかしのシュリーキー（1995年8月8日）
17. ピラミッドのぼうけん / ねむりのすな（1995年8月9日）
18. まほうのいずみ / トリートと２人のとうぞく（1995年8月9日）
19. はかせとモンスター / 子どものおまつり（1995年8月10日）
20. ファントムの正体 / 小さなウォリー（1995年8月10日）
21. エジプト王のおくりもの / スキーに行こう（1995年8月11日）
22. テレビ体そう / ケアベア・オリンピック（1995年8月11日）
23. おばあちゃんのりょうり教室 / ケアベア食べもの教室（1995年8月12日）
24. ペットはきんし / ふしぎなピエロ（1995年8月12日）
25. チアもパイロット / はらぺこモンスター（1995年8月15日）
26. 月の王さま / けじめが大切（1995年8月16日）
27. ひみつのはこ / こおった星（1995年8月17日）
28. グランピーの親友 / ノーハートのなみだ（1995年8月18日）
29. ブレイブのように / ココナツ・マシン（1995年8月18日）
30. １３日の金よう日 / 食べものがない（1995年8月19日）
31. ボーダムがやって来た / タッグスのいない日（1995年8月22日）
32. あんぜんクイズ / きけんがいっぱい（1995年8月23日）
33. 歌のおじさん / 楽しいコンサート（1995年8月24日）
34. ケアベアのクルミわり人形・1（1995年8月24日）
35. ケアベアのクルミわり人形・2（1995年8月25日）
36. ケアベアのクルミわり人形・3（1995年8月25日）